# Грозний (есмінець, 1936)
«Гро́зний» (рос. «Грозный») — військовий корабель, ескадрений міноносець типу 7 військово-морського флоту СРСР за часів радянсько-фінської та Другої світової війн.
Есмінець «Грозний» 21 грудня 1935 року закладений на верфі заводу ім. Жданова в Ленінграді, 31 липня 1936 року спущений на воду, а 9 грудня 1938 року введений до складу радянського Балтійського флоту. 10 жовтня 1957 року затонув під час випробувань ядерної зброї в Чорній губі на Новій Землі.

## Історія
Есмінець «Грозний» після недовгого перебування у Балтійському флоті по Біломорсько-Балтійському каналу здійснив перехід до Заполяр'я, де 26 червня 1939 року увійшов до складу Північного флоту.
Під час радянсько-фінської війни есмінець проводив розвідку підходів до губи Петсамо, брав участь у прикритті мінних постановок, проводці транспортів, підтримував наступ 14-ї армії, вів артилерійський вогонь по опорних пунктах противника Вайтолахті і Керванто. 1 квітня 1940 року, після закінчення бойових дій, став на гарантійний ремонт на заводі № 402 (м. Молотовськ, сучасний Сєверодвінськ), який завершився лише 20 липня 1941 року — через місяць після початку війни.
У документах Головного штабу ВМФ зазначалося, що рівень підготовки екіпажу есмінця на той час був недостатнім. Тому спочатку його включили до складу Біломорської флотилії. Він брав участь у мінних постановках і в ескортуванні суден по Білому морю. 29 вересня 1941 року есмінець включили до складу дивізіону ескадрених міноносців Північного флоту і перевели в Полярний.
17 грудня 1941 року разом з британським важким крейсером «Кент» і есмінцем «Сокрушительний» «Грозний» узяв участь у безуспішній спробі перехоплення німецьких есмінців 8-ї флотилії, які проникли в Біле море і атакували британські тральщики «Хазард» і «Спіді».
У травні 1942 року «Грозний» входив до сил ескорту великого конвою PQ 16, який супроводжував 35 транспортних суден (21 американське, 4 радянські, 8 британських, 1 голландське та одне під панамським прапором) до Мурманська від берегів Ісландії зі стратегічними вантажами і військовою технікою з США, Канади і Великої Британії. Його супроводжували 17 ескортних кораблів союзників, до острова Ведмежий конвой прикривала ескадра з 4 крейсерів і 3 есмінців.
Попри атакам німецького підводного човна U-703, повітряним нападам бомбардувальників He 111 та Ju 88 бомбардувальних ескадр I./KG 26 і KG 30 конвой, втратив сім суден і ще одне повернуло назад на початку походу, дістався свого місця призначення.